# Metabraxas tincta
Metabraxas tincta är en fjärilsart som beskrevs av George Francis Hampson 1895. Metabraxas tincta ingår i släktet Metabraxas och familjen mätare. Inga underarter finns listade i Catalogue of Life.